# Saskia Sassenová
Saskia Sassenová (* 5. leden 1947, Haag) je nizozemsko-americká socioložka, profesorka na Kolumbijské univerzitě. Zabývá se především otázkami globalizace, sociologie velkoměstského života (zavedla například vlivný termín „globální město“) a migrace.

## Osobní život
Saskia Sassenová se narodila v Nizozemsku, ve městě Haag, 5. ledna 1947. V roce 1948 se odstěhovala se svými rodiči do Argentiny, kde prožila své mládí. Její matka byla Miep vander Voorst a její otec Willem Sassen, notoricky známý pro svou kolaboraci s nacisty v Nizozemsku a v Belgii za druhé světové války, kdy pracoval pro jednotky Waffen SS. Později pracoval jako novinář a pro své působení za druhé světové války byl následně zatčen. Povedlo se mu však uniknout a zbytek svého života strávil v Argentině se svou rodinou. 
Saskia Sassenová za svůj život studovala na několika univerzitách po celém světě. Rok strávila na Univerzitě v Poitiers, ve Francii, na Univerzitě v Římě, v Itálii a také na Univerzitě v Buenos Aires v Argentině. Bakalářský titul však získala na Univerzitě Notre Dame v USA, kde dále také pokračovala se svým magisterským a doktorským studiem, za nějž obdržela titul z oboru sociologie roku 1971, respektive 1974. Později také studovala na Harvardově univerzitě. V současné době je profesorkou sociologie Roberta S. Lynda na Kolumbijské univerzitě.
Jejím synem z prvního manželství je malíř a producent Hilary-Koob Sassen. V druhém manželství je nyní Saskia Sassenová provdána za profesora Richarda Sennetta (od roku 1987), který působí na Univerzitě v New Yorku.

## Dílo
Ve své první knize s názvem The Mobility of Labor and Capital: A Study in International Investment and Labor Flow (1988) se Sassenová věnuje tématu migrace, hlavně v kontextu migrace do USA za prací mezi lety 1960 a 1985. Přelomovou informací studie je fakt, že pokud vyspělé státy budou investovat do rozvojových zemí, nedojde tím dle Sassenové ke snížení migrace, ba naopak. Tématem migrace se zabývá také její kniha Guests and aliens (1999). Princeton University Press vydal roku 1991 jednu z nejznámějších publikací autorky s názvem The global city: New York, London, Tokyo (1991), kde nastinuje proces, který vynesl tato města mezi světové metropole.O 3 roky později vychází i téměř 270 stránková publikace Cities in a world economy (1994). Saskia Sassenová se ve svém díle dále věnuje problematice národní suverenity v rámci nadnárodních korporací v publikaci Losing control? Sovereignty in An Age of Globalization (1996). V knize Globalization and its discontents: Essays on the New Mobility of People and Money (1998) dává nový pohled na celosvětové dopady globalizace. Jednou z nejvlivnějších studií současnosti na toto téma je Territory, Authority, Rights: From Medieval to Global Assemblages (2006), kde se autorka věnuje změně třech aspektů od pravěku až po současnost - tj. teritorium, autority a právo. Nejnovější kniha Sassenové nese příznačný název Expulsions: Brutality and Complexity in the Global Economy (2014) a jedná se o příkrou kritiku brutality a složitosti světové ekonomie.

## Globální město
Tento termín zpopularizovala právě Saskia Sassenová ve své knize The global city z roku 1991. Označuje jím dnešní nejvýznamnější řídící centra - jako příklad používá New York, Londýn a Tokyo a ukazuje na nich 4 nové rysy, která města tohoto typu mají. Zaprvé jedná se o místa rozhodování, to znamená, že se zde řídí globální ekonomika. Zadruhé sídlí zde hlavní finanční společnosti a firmy poskytující specializované služby, což má dnes větší vliv na ekonomiku než klasická výroba. Zatřetí tu probíhá výroba a inovace v těchto nových odvětví průmyslu. A začtvrté globální města představují trh tohoto průmyslu.
Dále Saskia Sassenová poukazuje na to, že tato města mají většinou rozdílnou historii, ale v posledních desetiletí zažívají podobné změny. Stávají se centrální kontrolou klíčových operací ve světě rozptýlené světové ekonomiky. Zatímco se ekonomický život globalizuje, management je soustředěn do těchto center. A zde probíhá nejen koordinace ale i produkce služeb potřebných k řízení továren a kanceláří po celém světě. Saskia Sassenová říká, že to, co dělá město globálním, je právě zboží v podobě služeb a financí.
Důsledkem toho je vysoká koncentrace těchto výrobců na jednom místě, kteří spolu interagují a navazují kontakty. Probíhá zde mísení národních, nadnárodních i zahraničních firem. Například v New Yorku sídlí pobočky 350 zahraničních bank a 2500 dalších zahraničních kooperací. A tyto globální města mezi sebou soupeří, ale zároveň spolu vytvářejí systém, který je do značné míry oddělený od jednotlivých státních celků.
Saskia Sassenová pohlíží i na negativa globálních měst, kde se rozšiřuje propast mezi bohatými, kteří prosperují právě z tohoto nově vyvíjejícího se systému a chudých stojících o tradiční pracovní uplatnění.

## Články
Saskia Sassenová je autorkou mnoha odborných článků. Ve skromném výtahu můžeme zmínit:
- "Embedded borderings: making new geographies of centrality", Territory, Politics, Governance, March 2017. Archivováno 12. 12. 2021 na Wayback Machine.
- "Predatory Formations Dressed in Wall Street Suits and Algorithmic Math", Science, Technology & Society, February 2017. Archivováno 22. 9. 2020 na Wayback Machine.
- "A Massive Loss of Habitat: New Drivers for Migration", 2016. Archivováno 3. 3. 2021 na Wayback Machine.
- "Who owns our cities – and why this urban takeover should concern us all", The Guardian, November 2015.
- "Finance as Capability: Good, Bad, Dangerous", Arcade: A Digital Salon, 2014.
- Project MUSE - Before Method: Analytic Tactics to Decipher the Global—An Argument and Its Responses, Part I
- "Urbanising technology", The Electric City Newspaper, December, 2012.

Nizozemsko-americká socioložka je také častou účastnicí různorodých televizních a online debat.